# Dolní Lipka
Dolní Lipka – wieś w Czechach, w kraju pardubickim (czes. Pardubický kraj) okres Ústí nad Orlicí.
Podgórska przygraniczna miejscowość leżąca między Cichą Orlicą, a Lipkowskim potokiem (czes. Lipkovský potok) na wysokości 530–540 m n.p.m. u południowo-zachodniego podnóża Sudetów Wschodnich, na południowo-wschodnim brzegu Wysoczyzny Międzyleskiej. Wieś powstała w XVI wieku. Początkowo zabudowa wsi skupiała się w pobliżu dolnego biegu Lipkowskiego potoku. Późniejsza zabudowa przesuwała się na południe w kierunku Cichej Orlicy, do stacji kolejowej i głównej drogi do Kralik, która stanowi południową granicę wsi. We wsi znajduje się kapliczka Panny Marii Królowej Pokoju z 1841 roku i najstarsze rolnicze gospodarstwa. Wieś zajmuje obszar 418,87 ha, mieszka w niej 142 mieszkańców. W 1974 roku Dolni Lipka stała się zintegrowaną wsią miasta Kraliki i straciła samodzielność.
We wsi przed wejściem Czech i Polski do strefy Schengen (21 grudnia 2007), funkcjonowało przejście graniczne Dolní Lipka-Boboszów.

## Komunikacja
Przez wieś przebiegają:
- linia kolejowa Králíky – Mladkov
- droga nr 43 Králíky – Kłodzko